# Región Tepotzotlán
Región 14 Tepotzotlán es la decimocuarta de las 20 regiones en que se divide el Estado de México.

## Municipios de la región
- Coyotepec
- Tepotzotlán
- Tonanitla
- Teoloyucan
- Jaltenco
- Melchor Ocampo
- Nextlalpan